# Louis-François Jeannet
Pour les articles homonymes, voir Jeannet.
Louis François Jeannet, né le 5 novembre 1768 à Arcis-sur-Aube (Aube), mort le 23 juillet 1832 à Bourg-en-Bresse (Ain), est un général français de la Révolution et de l’Empire.

## États de service
Il entre en service le 10 juin 1784, dans le régiment Royal-infanterie, il est sous-lieutenant le 4 avril 1792 au 4e régiment de dragons, et le 23 octobre 1792, il devient capitaine dans le 1er bataillon de la légion des Ardennes. Il est blessé à la bataille de Jemappes le 6 novembre 1792.
Il passe chef d’escadron au 16e régiment de chasseur à cheval le 7 mars 1793, et le 30 avril suivant, il est affecté comme aide de camp du général Dampierre. Il est nommé adjudant-général chef de brigade le 7 septembre 1793, à l’armée du Nord. En 1795, il rejoint l’armée des Alpes comme chef d’état-major du général Kellermann, puis l’armée d'Italie, et le 9 septembre 1796, il est affecté à l’armée de Hollande. 
Le 30 juillet 1799, il reprend du service à l’armée de Batavie, et le 6 octobre il est mis à la disposition du ministère de la Marine pour une mission en Guadeloupe. De retour en France le 5 juillet 1801, il est mis en congé de réforme le 23 septembre suivant et il se retire dans l’Ain.
Le 15 août 1809, il est rappelé au service actif à l’armée du Nord, et le 15 mai 1810, il est nommé adjudant-commandant à l’état-major du 4e corps d’armée de l’armée d’Espagne. Il est blessé d’un coup de feu à la jambe à Alcalá en mai 1813, et à la bataille de Vitoria le 21 juin 1813. Il est fait chevalier de la Légion d’honneur le 25 novembre 1813. Sous-chef d’état-major de l’armée des Pyrénées, il participe à la Bataille d’Orthez le 27 février 1814, et il est promu au grade de général de brigade le 15 mars 1814. 
Lors de la première Restauration, il est fait chevalier de Saint-Louis le 14 février 1815, et il est admis à la retraite.
Rappelé lors des Cent-Jours, il prend le commandement du département de l’Ain le 22 avril 1815. Mis de nouveau en non activité au retour de Louis XVIII, il passe dans la disponibilité en 1819. Il est admis à la retraite le 1er janvier 1825.
Il meurt le 23 juillet 1832 à Bourg-en-Bresse.

## Sources
- (en) « Generals Who Served in the French Army during the Period 1789 - 1814: Eberle to Exelmans »
- « Cote LH/1362/35 », base Léonore, ministère français de la Culture
- Thierry Pouliquen, « Les généraux français et étrangers ayant servis [sic] dans la Grande Armée » (consulté le 30 janvier 2014)
- Louis-Gabriel Michaud, Biographie universelle, ancienne et moderne ou histoire, par ordre alphabétique, de la vie publique et privée de tous les hommes qui se sont fait remarquer par leurs écrits, leurs actions, leurs talents, leurs vertus ou leurs crimes, l’Auteur, 1841, 578 p. (lire en ligne), p. 142.
- (pl) « Napoléon.org.pl »